# فريدريك وارد بوتنام
فريدريك وارد بوتنام (بالإنجليزية: Frederic Ward Putnam)‏ هو عالم أسماك وعالم إنسان وأستاذ جامعي أمريكي، ولد في 16 أبريل 1839 في سالم في الولايات المتحدة، وتوفي في 14 أغسطس 1915 في كامبريدج في الولايات المتحدة.

## وصلات خارجية
- فريدريك وارد بوتنام على موقع الموسوعة البريطانية (الإنجليزية)